# Mollenkotten
Mollenkotten ist ein Ortsteil im Norden der bergischen Großstadt Wuppertal.

## Lage und Beschreibung
Die Ortslage liegt auf einer Höhe von 309 m ü. NHN auf der Wasserscheide der Flusssysteme der Wupper und der Ruhr zu beiden Seiten der gleichnamigen Straße Mollenkotten (Landesstraße 432). Die Ortslage besteht neben einigen verteilten Wohnhäusern aus einem Gasthaus und einer Reitanlage. Südlich verläuft die Bundesautobahn 46.
Die Ortslage befindet sich am Rande des Wohnquartiers Nächstebreck-Ost (Stadtbezirk Oberbarmen) an der Grenze zum Wohnquartier Nächstebreck-West und dem Sprockhöveler Ortsteil Gennebreck. Nördlich der Ortslage befinden sich auf Sprockhöveler Gebiet das Waldgebiet Hilgenpütt und die Ortschaften Frielinghausen und Alter Schee, zwischen denen sich ein Golfplatz befindet. Auf der Wasserscheide liegt westlich von Mollenkotten die benachbarte Ortslage Weuste, östlich die Ortslage Berghausstraße. Südliche Nachbarorte sind Nächstebrecker Busch, Hülsen und Holtkamp.

## Geschichte und Etymologie
Mollenkotten wurde bereits 1625 als Moddenkotten urkundlich erwähnt. Modden ist dabei eine Form von Modde oder Modder (= Schmutz), ein Kotten ist ein kleinerer Teilhof. Die Bezeichnung „Schmutziger Kotten“ spiegelt vermutlich die Beschaffenheit des Geländes wider – ein für Landwirtschaft ungeeigneter Boden, der aufgrund einer dichten Tonschicht nach Regenfällen für eine starke Ansammlung von Oberflächenwasser in den sumpfigen Waldparzellen sorgt. Zahlreiche Orte des Areals besitzen daher den Namensbestandteil -bruch.
Der Kotten gehörte wie Busch und Weuste zu den Besitztum des Damenstifts Essen in Nächstebreck und entstand vermutlich im 16. Jahrhundert als ein Abspliss einer dieser Höfe.
Im Dreißigjährigen Krieg ist der Kotten wohl wie auch Weuste von einer Soldateska verwüstet worden, denn 1650 nimmt ein Peter von Schee mit seiner Frau aus der Familie Mollenkott(en) „das Hauß… in grund ruinieret und nichts davon übrig“ in Erbpacht. Peters Nachkommen trugen ebenfalls den Namen Mollenkott(en). Die Familie Mollenkott(en) stammte von dem alten OberHof Möllenkotten im benachbarten Schwelm, lebte über viele Generationen dort und war schließlich im 18. Jahrhundert als eine der Wupperfelder Kaufmanns- und Honoratiorenfamilien bekannt.
Mollenkotten gehörte in der frühen Neuzeit zum Gogerichtsbezirk Schwelm im Amt Wetter der Grafen von der Mark. Kirchenrechtlich lag es im Kirchspiel Schwelm. Nach der Eroberung der Grafschaft Mark durch Frankreich war Mollenkotten  1806 bis 1813 Teil der Mairie Haßlinghausen im Arrondissement Hagen des Département Ruhr im Großherzogtum Berg. 1815 kam das französisch besetzte Gebiet zu Preußen, das Mollenkotten im Folgejahr dem neu geschaffenen Landkreis Hagen zuteilte. 1887 bis 1922 gehörte Mollenkotten zum Amt und der Gemeinde Nächstebreck in dem vom Landkreis Hagen abgespaltenen Kreis Schwelm. 1922 wurde Nächstebreck in die Großstadt Barmen eingemeindet, die 1929 mit der Großstadt Elberfeld und weiteren Städten und Gemeinden zu Wuppertal vereint wurde.
Mollenkotten lag an einer bedeutenden Kohlenstraße von Witten nach Elberfeld – der heutigen Landesstraße 432, auf der den Fabriken im Wupperraum durch selbstständige Kohlentreiber der Brennstoff geliefert wurde. Nördlich des Weges erbaute 1784 ein Johan Gisbert Trottenberg schräg gegenüber dem Mollenkotten ein weiteres Haus, das Mitte des 19. Jahrhunderts den Namen Lange trug. Auch der benachbarte heutige Reiterhof auf gleicher Straßenseite ist unter dem Namen Dellmann auf der preußischen Uraufnahme von 1840 dort verzeichnet.
Die Landesstraße ist seit 1935 auf ganzer Länge zwischen Einern und Schmiedestraße nach dem Mollenkotten benannt. Zuvor hieß sie Berghausstraße.